# Pedro Peña
Pedro Peña Allén (Tordehumos, Valladolid, 14 de diciembre de 1925-Madrid, 2 de octubre de 2014) fue un actor español. Conocido por sus interpretaciones en varias series de televisión españolas, como Médico de familia.

## Biografía
Actor de trayectoria eminentemente teatral, se subió por primera vez a un escenario, en el género de la zarzuela, cuando todavía apenas contaba trece años, en Valladolid, en 1939.  Pasó a la compañía infantil de Luis Pérez de León y, más tarde, con Mariano Madrid. Siempre interpretando género lírico, hizo giras por España, Portugal y Marruecos. Posteriormente, como tenor cómico, siguió en este mismo género con Antonio Medio y Pablo Sorozábal. En alguna ocasión interpretó el papel de Pascual en la ópera Marina.
Su carrera posterior se desarrolló en el campo teatral, especialmente en Barcelona, donde se mantuvo 25 años trabajando en el Teatro Apolo. Especializado en el género de la comedia, representó durante años el papel de actor cómico en decenas de representaciones de Revista, siendo, junto a Luis Cuenca, uno de los acompañantes habituales de la vedette Tania Doris en los años setenta.
A finales de la década de los setenta, comenzó a colaborar con la actriz Lina Morgan y junto a ella intervino en el Teatro La Latina de Madrid, en las obras Vaya par de gemelas (1981-1983), Sí al amor (1985-1987) y El último tranvía (1987-1990), todas ellas de Manuel Baz que se convirtieron en tres de los mayores éxitos de taquilla del teatro español del siglo XX.[cita requerida] Actuó también durante esa época en El lío nuestro de cada día (1978), también de Baz, Que viene mi marido (1980), de Carlos Arniches, Esto es un atraco (1982), junto a Antonio Garisa y La tetera (1984), de Miguel Mihura. Posteriormente, en 1997, coincidió con José Luis López Vázquez en Un par de chiflados, de Neil Simon.
Ganó popularidad a partir de 1995 cuando obtuvo el papel de Manolo Martín, el padre de Nacho (Emilio Aragón) en la serie de televisión Médico de familia, que logró un rotundo respaldo por parte de los espectadores y se mantuvo en pantalla hasta 1999.
Entre 2002 y 2004 intervino en la serie de Antena 3 Un paso adelante como Antonio Milá. Seguidamente se retiró, padeciendo en la última parte de su vida la enfermedad de Alzheimer.
En 2010 la directora de casting Orisel Gaspar Rojas decide rescatar su imagen trayéndole de nuevo a las pantallas a la edad de 86 años para protagonizar junto a la actriz gallega Fely Manzano el cortometraje Dulce del director español Iván Ruiz Flores, dicha selección hace justicia al artista al rescatar su figura del olvido en un cortometraje cuyo equipo mima merecidamente al veterano actor y por el cual será galardonado en 2011 con el Premio a la Mejor Interpretación Masculina en la V Edición del Festival Internacional Digital El Sector.

### Libretista en la sombra
Pedro Peña Allén escribió, en colaboración junto a su amigo Luis Cuenca, numerosos libretos de revistas españolas que se estrenaron bajo la firma del empresario teatral Matías Colsada. Reconoció la autoría de otros muchos libretos, aunque bajo el seudónimo de Allén, su apellido materno.

## Filmografía

### Cine
| Año  | Título              | Papel   | Notas           |
| ---- | ------------------- | ------- | --------------- |
| 2013 | Aún hay tiempo      | Antonio |                 |
| 2009 | The Sindone         |         |                 |
| 1986 | Sí al amor          | Nicolás | Revista musical |
| 1983 | Vaya par de gemelas | García  | Revista musical |

### Cortometrajes
| Año  | Título                | Papel     | Notas |
| ---- | --------------------- | --------- | ----- |
| 2011 | Dulce                 | Abuelo    |       |
| 2010 | Los ojos del fuego    | Anciano   |       |
| 2009 | En la memoria         | Abuelo    |       |
| 1999 | La isla de la tortuga | Barbero 1 |       |

### Televisión
| Año       | Título                             | Papel              | Notas                                |
| --------- | ---------------------------------- | ------------------ | ------------------------------------ |
| 2002-2005 | Un paso adelante                   | Antonio Milá       | 71 episodios                         |
| 1999      | 7 vidas                            | Manolo Martín      | Episodio: "Yo, viendo piedras"       |
| 1998      | Periodistas                        | Manolo Martín      | Episodio: "Dos con leche y uno solo" |
| 1995-1999 | Médico de familia                  | Manolo Martín      | 118 episodios                        |
| 1994-1995 | Los ladrones van a la oficina      | Director del banco | 5 episodios                          |
| 1992      | Farmacia de guardia                | Don Jacinto        | Episodio: "Una familia ejemplar"     |
| 1983      | Un, dos, tres... responda otra vez | Funerario Espacial | Episodio: "La ciencia ficción 1983"  |
| 1979-1980 | Teatro breve                       | Celedonio          | 3 episodios                          |
| 1979      | Que usted lo mate bien             | Aurelio Roldán     | Episodio: "La agencia"               |

## Premios y nominaciones
- Premio al Mejor Interpretación Masculina en la V Edición del Festival Internacional Digital El Sector 2011 por "Dulce".[5]
- Nominado a Premio TP de Oro a mejor interpretación masculina de reparto  por la serie Médico de familia.
- Nominado a Premio TP de Oro a mejor interpretación masculina de reparto  por la serie Un paso adelante.
- Nominado a Premio Iris a mejor interpretación masculina de reparto  por la serie Médico de familia.
- Nominado a Premio Iris a mejor interpretación masculina de reparto  por la serie Un paso adelante.